# Metalepsis claviformis
Metalepsis claviformis är en fjärilsart som beskrevs av Morrison 1874. Metalepsis claviformis ingår i släktet Metalepsis och familjen nattflyn. Inga underarter finns listade i Catalogue of Life.